# 诺希兹
诺希兹（法語：Nochize，法語發音：[nɔʃiz]）是法国索恩-卢瓦尔省的一个市镇，属于沙罗勒区。

## 地理
诺希兹（46°23'43"N, 4°10'24"E）面积11.07 平方千米，位于法国勃艮第-弗朗什-孔泰大區索恩-卢瓦尔省，该省份为法国中部省份，北起顺时针与科多尔省、汝拉省、安省、罗讷省、卢瓦尔省、阿列省和涅夫勒省接壤。
与诺希兹接壤的市镇（或旧市镇、城区）包括：欧特丰、吕尼莱沙罗勒、帕赖勒莫尼亚勒、普瓦松、圣于连德锡夫里。

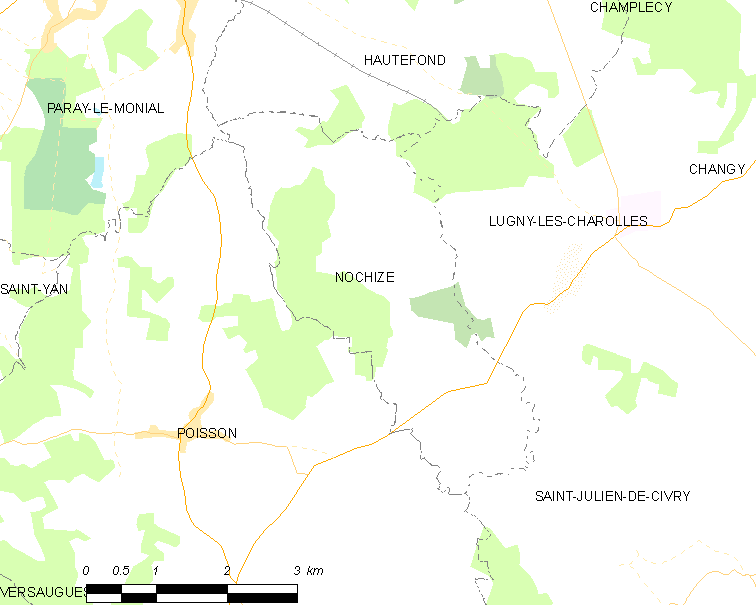
诺希兹的OSM定位图

诺希兹的时区为UTC+01:00、UTC+02:00（夏令时）。

## 行政
诺希兹的邮政编码为71600，INSEE市镇编码为71331。

## 政治
诺希兹所属的省级选区为帕赖勒莫尼亚勒县。

## 人口

1962-2008年间诺希兹人口变化图示

诺希兹于2022年1月1日时的人口数量为101人。